# Islandstorget (Stockholms tunnelbana)
Islandstorget ist eine oberirdische Station der Stockholmer U-Bahn. Sie befindet sich im Stadtteil Södra Ängby. Die Station wird von der Gröna linjen des Stockholmer U-Bahn-Systems bedient. Sie gehört zu den eher mäßig frequentierten Stationen des U-Bahn-Netzes. An einem normalen Werktag steigen 3.450 Pendler hier zu.
Die Station wurde am 26. Oktober 1952 in Betrieb genommen, als der U-Bahn-Abschnitt Hötorget–Vällingby eingeweiht wurde. Die Bahnsteige befinden sich oberirdisch in Hochlage. Die Station liegt zwischen den Stationen Ängbyplan und Blackeberg. Kurz nach der Ausfahrt befährt die U-Bahn den ca. 600 m langen Blackebergtunnel, der zu seiner Eröffnung der einzige Tunnel der Tunnelbana außerhalb der Innenstadt war. Bis zum Stockholmer Hauptbahnhof sind es etwa neun Kilometer.

## Reisezeit
| Linie | bis Station     | Reisezeit | bis Station                                  | Reisezeit                         |
| T19   | Hässelby strand | 10 min    | Åkeshov Alvik T-Centralen Gamla stan Slussen | 4 min 11 min 24 min 25 min 27 min |
| T19   | Hagsätra        | 47 min    | Åkeshov Alvik T-Centralen Gamla stan Slussen | 4 min 11 min 24 min 25 min 27 min |